# Bardakçılar, Çamlıdere
Bardakçılar là một xã thuộc huyện Çamlıdere, tỉnh Ankara, Thổ Nhĩ Kỳ. Dân số thời điểm năm 2011 là 55 người.